# Карасай (Восточно-Казахстанская область)
Карасай (каз. Қарасай) — село в Зайсанском районе Восточно-Казахстанской области Казахстана. Входит в состав Шиликтинского сельского округа. Код КАТО — 634649500.

## Население
В 1999 году население села составляло 222 человека (118 мужчин и 104 женщины). По данным переписи 2009 года, в селе проживало 136 человек (74 мужчины и 62 женщины).